# Kirkebygda
Kirkebygda là một làng nằm ở Na Uy.